# Göran Snakenborg
Göran Ulfsson (Snakenborg), död 1628, var en svensk ståthållare.

## Biografi
Göran Ulfsson var son till slottsloven Ulf Henriksson (Snakenborg) på Stegeborg och Agneta Knutsdotter Lillie. Han mönstrade 1579 vid Västgöta ryttare och blev 1604 hovmästare hos Sofia Vasa. Snakenborg blev 1606 ståthållare på Stegeborg, 1607 på Läckö slott och 1609 på Uppsala slott. Han blev 16 februari 1614 assessor i Svea hovrätt och 1616 blev han häradshövding på Värmdön och i Åkers skeppslag. Snakenborg avled 1629 och begravdes 15 februari samma år i Värmdö kyrka.
Han var innehavare av Norrnäs och Håberg i Flo socken.

### Familj
Snakenborg gifte sig 20 april 1589 i Warschau med kammarjungfrun Barbro Nilsdotter (död 1611) till drottning Katarina Jagellonica. Hon var dotter till krigsöversten Nils Jespersson (Kruus) och Anna Stake. De fick tillsammans dottern Anna Göransdotter (Snakenborg) (död 1637) som var gift med överståthållaren Klas Fleming.